# 21575 Padmanabhan
A 21575 Padmanabhan (ideiglenes jelöléssel 1998 RB80) a Naprendszer kisbolygóövében található aszteroida. A LINEAR projekt keretében fedezték fel 1998. szeptember 14-én.